# Star Si35
Die Star Si35 ist eine spanische Maschinenpistole aus den 1930er-Jahren.
In den 1930er-Jahren versuchten viele Armeen, ihren Soldaten tragbare Maschinenwaffen zur Verfügung zu stellen. Die spanische Star Si35 stellt ein solches Produkt dar. Tatsächlich war der Waffe aber kein großer Erfolg beschieden. Sie war im Aufbau viel zu kompliziert. Anders als deutsche, US-amerikanische oder britische Gegenstücke verfügte die Waffe nicht über einen Pistolengriff. Damit ähnelte sie eher einem Gewehr. Schulterstütze und Schaft waren aus Holz gefertigt. Ein Wahlschalter ermöglichte die Änderung der Kadenz von 300 auf 700 Schuss/Minute. Im Ernstfall war dieser aber nur schwer erreichbar. Sowohl Großbritannien als auch die USA testeten die Waffe, entschieden sich aber gegen sie.